# 満蔵院 (東京都北区)
満蔵院（まんぞういん）は、東京都北区にある真言宗智山派の寺院。

## 概要
創建年代は不明である。戦国時代後期に源承（1577年寂）が中興した。
本尊は地蔵菩薩であるが、他にも不動明王を安置している。

## 交通アクセス
- 赤羽岩淵駅より徒歩9分。